# Àyman (nom)
Àyman és un nom masculí àrab (àrab: أيمن, Ayman) que literalment significa o bé ‘afortunat’ o bé ‘situat a la dreta’. Si bé Àyman és la transcripció normativa en català del nom en àrab clàssic, també se'l pot trobar transcrit d'altres maneres: Ayman, Aiman, Aymen, Aimen, Aymane…
La seva forma femenina és Yumna.

## Personatges que duen aquest nom
- Aymen Abdennour, futbolista tunisià.
- Ayman Ben Hassine, ciclista tunisià.
- Ayman Nour, polític egipci, membre del Parlament d'Egipte i cap del Partit al-Ghad.
- Ayman Odeh, polític israelià d'origen palestí.
- Ayman al-Zawahirí, líder d'Al-Qaida.